# Borgonha
A Borgonha (em francês: Bourgogne) foi uma região administrativa da França entre 1986 e 2015, integrando hoje a região Borgonha-Franco-Condado. Habitada em ordem cronológica por Celtas da tribo dos Gauleses, Romanos e Galo-Romanos, e vários povos Germânicos, entre os quais os mais importantes foram os Burgúndios (de onde deriva o seu nome atual, através de uma forma medieval Burgúndia) e os Francos, a Borgonha foi uma província da França até 1790. Até 2015 era uma região administrativa francesa que englobava os departamentos de Côte-d'Or, Nièvre, Saône-et-Loire e Yonne.
Culturalmente é reconhecida por ser uma das mais importantes regiões de vitiviniculturas da França, e os seus vinhos são consumidos em dezenas de países do globo.

## História
A Borgonha foi ocupada durante o século VI a.C. pelos celtas que deixaram importantes vestígios, nomeadamente o tumba de Vix.
Foi ocupada pelos romanos, fazendo parte da província da Gália Lugdunense.
Os burgúndios passaram a ocupar a região, formando o Reino da Burgúndia, que foi incorporado ao Reino Franco.
No século XV, a Borgonha era uma das mais importantes províncias semi-independentes do Reino da França. Encontra-se na zona oriental do país e parte dela jazia fora das fronteiras francesas, o denominado Franco-Condado. O ducado também incluía Artois, Flandres e Brabante, na actual Bélgica.